# Descurainia adenophora
Descurainia adenophora är en korsblommig växtart som först beskrevs av Elmer Ottis Wooton och Paul Carpenter Standley, och fick sitt nu gällande namn av Otto Eugen Schulz. Descurainia adenophora ingår i släktet stillfrön, och familjen korsblommiga växter. Inga underarter finns listade i Catalogue of Life.